# Pieter Bogaers (voetballer)
Pieter Bogaers (Tilburg, 9 maart 1999) is een Nederlands voetballer die als centrale verdediger voor FC Eindhoven speelt.

## Carrière
Pieter Bogaers speelde in de jeugd van RKSV Sarto en Willem II, waar hij van 2017 tot 2019 in het beloftenelftal speelde. In 2019 vertrok hij naar FC Eindhoven, waar hij op 15 november 2019 in de met 2-0 gewonnen thuiswedstrijd tegen MVV Maastricht zijn debuut in de Eerste divisie maakte. Hij kwam in de 90+1e minuut in het veld voor Kaj de Rooij.
Bogaers maakte op 29 november 2020 zijn eerste doelpunt in het betaald voetbal in een thuiswedstrijd tegen De Graafschap. Met dit doelpunt bezorgde hij FC Eindhoven diep in de blessuretijd een 3-2 overwinning. Op 9 maart 2021 tekende Bogaers op zijn 22ste verjaardaag zijn eerste profcontract bij FC Eindhoven, tot de zomer van 2023.

### Statistieken
| Seizoen                       | Club           | Land           | Competitie          | Competitie | Competitie | Beker | Beker | Totaal | Totaal |
| Seizoen                       | Club           | Land           | Competitie          | Wed.       | Dlp.       | Wed.  | Dlp.  | Wed.   | Dlp.   |
| ----------------------------- | -------------- | -------------- | ------------------- | ---------- | ---------- | ----- | ----- | ------ | ------ |
| 2019/20                       | FC Eindhoven   | Nederland      | Eerste divisie      | 1          | 0          | 0     | 0     | 1      | 0      |
| 2020/21                       | FC Eindhoven   | Nederland      | Eerste divisie      | 26         | 3          | 0     | 0     | 26     | 3      |
| 2021/22                       | FC Eindhoven   | Nederland      | Eerste divisie      | 28         | 1          | 0     | 0     | 28     | 1      |
| 2021/22                       | FC Eindhoven   | Nederland      | Play-Offs Nederland | 3          | 0          | 0     | 0     | 3      | 0      |
| 2022/23                       | FC Eindhoven   | Nederland      | Eerste divisie      | 1          | 0          | 0     | 0     | 0      | 0      |
| Carrièretotaal                | Carrièretotaal | Carrièretotaal | Carrièretotaal      | 59         | 4          | 0     | 0     | 59     | 4      |
| Bijgewerkt op 10 oktober 2020 |                |                |                     |            |            |       |       |        |        |